# Tafiti
 (novembre 2023).
Tafiti, qui signifie "cherche" en Swahili, est une interface expérimentale de recherche développée [Quand ?] par Microsoft et conçue pour faciliter les recherches sur Internet. Elle permet d'organiser des recherches multiples en visualisant plus facilement les résultats avec la possibilité de les stocker et de les partager.
L'interface Tafiti repose sur deux autres produits développés par Microsoft : Microsoft Silverlight et Live Search.